# Abzählbares Auswahlaxiom

Jede Menge in der abzählbaren Folge von Mengen enthält mindestens ein Element. Das Axiom von der abzählbaren Auswahl erlaubt es, aus jeder Menge gleichzeitig ein Element auszuwählen.

Das abzählbare Auswahlaxiom, auch Axiom von der abzählbaren Auswahl genannt, (von englisch axiom of countable choice, daher kurz ACω, für die Bedeutung des Symbols ω siehe Ordinalzahlen) ist eine schwache Form des Auswahlaxioms. Es besagt, dass jede abzählbare Menge nichtleerer Mengen eine Auswahlfunktion besitzt.
Das Axiom der abhängigen Auswahl (DC) Impliziert das abzählbare Auswahlaxiom, die Umkehrung gilt nicht.
ZF + ACω genügt, um nachzuweisen, dass die abzählbare Vereinigung abzählbarer Mengen wieder abzählbar ist. Ebenso genügt es, um zu zeigen, dass jede unendliche Menge Dedekind-unendlich ist.
ACω ist insbesondere bei der Ausarbeitung der Analysis nützlich, wo Ergebnisse oftmals davon abhängen, aus einer abzählbaren Menge von Teilmengen der reellen Zahlen auswählen zu können. Um beispielsweise zu zeigen, dass jeder Häufungspunkt einer Folge reeller Zahlen der Grenzwert einer Teilfolge ist, wird ACω verwendet, wobei man in diesem Fall sogar mit einer noch schwächeren Variante auskäme. Für allgemeine metrische Räume ist die Aussage aber äquivalent zu ACω. Weitere Beispiele werden von Herrlich sowie Howard und Rubin (s. Referenzen) genannt.

## Formulierung
Folgendermaßen kann das abzählbare Auswahlaxiom formuliert werden, die logischen Äquivalenzen ergeben sich leicht:
- Ist {\displaystyle A} eine abzählbare Menge nichtleerer Mengen, so gibt es eine Funktion {\displaystyle f\colon A\to \bigcup A} mit {\displaystyle f(a)\in a} für alle {\displaystyle a\in A}. (Eine Funktion mit dieser Eigenschaft nennt man eine Auswahlfunktion.)
- Das abzählbare kartesische Produkt nichtleerer Mengen ist nicht leer.
- Ist {\displaystyle \left(A_{n}\right)_{n\in \mathbb {\omega } }} eine Folge nichtleerer Mengen, so gibt es eine Folge {\displaystyle \left(a_{n}\right)_{n\in \mathbb {\omega } }} mit {\displaystyle \forall n\in \omega \colon a_{n}\in A_{n}}.

Ersetzt man in den ersten beiden Aussagen abzählbar durch endlich, so erhält man Aussagen, die ohne Auswahlaxiom, also in ZF beweisbar sind. Lässt man hingegen beliebige Mengen zu, so erhält man das allgemeine Auswahlaxiom.
Natürlich lässt sich zu bestimmten (ggf. auch überabzählbaren) Mengen nichtleerer Mengen eine Auswahlfunktion auch ohne das (abzählbare) Auswahlaxiom angeben, z. B.
- wenn der Schnitt {\displaystyle \bigcap A} nicht leer ist, denn dann gibt es eine konstante Auswahlfunktion,
- wenn sich die Vereinigung {\displaystyle \bigcup A} wohlordnen lässt, denn dann kann aus jeder Menge das bezüglich der Wohlordnung kleinste Element genommen werden, und
- wenn es sich um eine Familie von Intervallen von reellen Zahlen handelt, denn dann kann von jedem Intervall der Mittelpunkt genommen werden.

Andererseits kann schon bei einer abzählbaren Familie von zwei-elementigen Mengen die Existenz einer Auswahlfunktion nicht in ZF bewiesen werden.

## Folgerungen

### Jede unendliche Menge ist auch Dedekind-unendlich
Denn sei {\displaystyle X} unendlich. Für {\displaystyle n\in \mathbb {N} } sei {\displaystyle A_{n}} die Menge der {\displaystyle 2^{n}}-elementigen Teilmengen von {\displaystyle X}. Da {\displaystyle X} unendlich ist, sind alle {\displaystyle A_{n}} nichtleer. Die Anwendung von ACω auf {\displaystyle (A_{n})_{n}} liefert eine Folge {\displaystyle \left(B_{n}\right)_{n\in \mathbb {\omega } }}, wobei {\displaystyle B_{n}} eine Teilmenge von {\displaystyle X} mit {\displaystyle 2^{n}} Elementen ist. Setze nun
{\displaystyle C_{n}=B_{n}\setminus \bigcup _{j=0}^{n-1}C_{j}}.
Offensichtlich enthält jedes {\displaystyle C_{n}} zwischen einem und {\displaystyle 2^{n}} Elementen und die {\displaystyle C_{n}} sind disjunkt. Eine weitere Anwendung von ACω liefert eine Folge {\displaystyle \left(c_{n}\right)_{n\in \omega }}, wobei {\displaystyle c_{n}\in C_{n}} ist.
Somit sind alle {\displaystyle c_{n}} verschieden und {\displaystyle X} besitzt eine abzählbare Teilmenge. Die Funktion, die {\displaystyle c_{n}} auf {\displaystyle c_{n+1}} abbildet und alle anderen Elemente von {\displaystyle X} unverändert lässt, ist injektiv, aber nicht surjektiv und beweist, dass {\displaystyle X} Dedekind-unendlich ist.

### Die Vereinigung abzählbarer Mengen ist abzählbar
Es sei {\displaystyle \left\{A_{n}\mid n\in \mathbb {\omega } \right\}} abzählbare Menge abzählbarer Mengen. Wir wollen zeigen, dass die Vereinigung {\displaystyle \textstyle \bigcup _{n\in \omega }A_{n}} wieder abzählbar ist. Da jedes {\displaystyle A_{n}} höchstens abzählbar ist, ist die Menge {\displaystyle F_{n}} der surjektiven Abbildungen {\displaystyle \omega \to A_{n}} nicht leer. Mittels einer Anwendung von ACω auf {\displaystyle (F_{n})_{n\in \omega }} wähle man für jedes {\displaystyle n} eine surjektive Funktion {\displaystyle f_{n}\colon \omega \rightarrow A_{n}} aus. Die Abbildung
{\displaystyle f\colon \omega \times \omega \to \bigcup _{n\in \omega }A_{n},\quad (n,m)\mapsto f_{n}(m)}
ist dann ebenfalls surjektiv, das heißt, die Vereinigung ist abzählbar.